# محمد بن يحيى الذهلي
أبو عبد الله محمد بن يحيى بن عبد الله بن خالد بن فارس بن ذؤيب النيسابوري الذهلي. (172 هـ - 258 هـ). أحد أئمة رواة الحديث عند أهل السنة والجماعة، من أهل نيسابور.
رحل رحلة واسعة في طلب الحديث. فزار بغداد والبصرة واليمن والحجاز ومصر والشام وغيرهم، انتهت إليه مشيخة العلم بخراسان.

## أقوال العلماء فيه
- قال الخطيب البغدادي: «كان أحد الأئمة العارفين والحافظ المتقنين والثقات المامونين صنف حديث الزهري وجوَّده وقدم بغداد وجالس شيوخها وحدث بها وكان أحمد بن حنبل يثنى عليه وينشر فضله».[4]
- وقال الذهبي: «الإمام، العلامة، الحافظ، البارع، شيخ الإسلام، وعالم أهل المشرق، وإمام أهل الحديث بخراسان»[5]
- وقال الحاكم النيسابوري: «إمام أهل الحديث في عصره بلا مدافعة.»[6]
- وقال ابن أبي حاتم: «سئل أبي عنه فقال: «ثقة» وقال أبو زرعة: «هو إمام من أئمة المسلمين»».[7]
- وقال ابن ماكولا: «إمام أهل الحديث بنيسابور وابن إمامهم.» [8]
- وقال بدر الدين العيني: «ثقة حافظ جليل.»[9]

## شيوخه وتلاميذه
- شيوخه ومن روى عنهم:

سمع من: الحسين بن الوليد، ومكي بن إبراهيم، وجماعة. ثم رحل أولا إلى أصبهان، فلقي بها عبد الرحمن بن مهدي وأكثر عنه.
وسمع بالري من: يحيى بن الضريس، وطبقته.
وبالبصرة من: محمد بن بكر البرساني، وأبي داود الطيالسي، وسعيد بن عامر، وأبي علي الحنفي، ووهب بن جرير، وخلق.
وبالكوفة من: يعلى ومحمد ابني عبيد، وأسباط بن محمد، وعمرو بن محمد العنقزي، وجعفر بن عون، وخلق.
وباليمن من: عبد الرزاق، ويزيد بن أبي حكيم، وإبراهيم بن الحكم بن أبان، وجماعة.
وبالحجاز من: أبي عبد الرحمن المقرئ، وجماعة.
وبمصر من: يحيى بن حسان، وسعيد بن أبي مريم، وعبد الله بن صالح، وجماعة.
وبالشام من: محمد بن يوسف الفريابي، وأبي مسهر، وأبي اليمان، وجماعة.
وببغداد من: أبي النضر هاشم بن القاسم، وطبقته.
وبواسط من: علي بن عاصم ويزيد بن هارون وجماعة.
وبالجزيرة من: أبي جعفر النفيلي، وجماعة.
وبالمدينة من: عبد الملك الماجشون، وجماعة.
ومن شيوخه: سعيد بن أبي مريم، وسعيد بن منصور، وأبو جعفر النفيلي، وعبد الله بن صالح. ومن أقرانه: محمود بن غيلان، وأبو زرعة الرازي، وعباس الدوري؛ ومن الأئمة والحفاظ عدد كبير منهم: أبو العباس السراج، وابن خزيمة، وأبو بكر بن زياد النيسابوري، وأبو حامد ابن الشرقي، وأبو جعفر أحمد بن حمدان الزاهد، وأبو حامد أحمد بن محمد بن بلال، وأبو بكر محمد بن الحسين القطان، وأبو العباس الدغولي، وأبو علي بن معقل الميداني، ومكي بن عبدان، وحاجب بن أحمد الطوسي.
- تلاميذه ومن روى عنه:

البخاري، وأبو داود، والترمذي، والنسائي، ومحمد بن ماجه. حدَّث عنه جماعة من الكبراء سعيد بن أبي مريم المصري وأبي صالح كاتب الليث بن سعد ، وعبد الله بن محمد بن علي بن نفيل النفيلي وسعيد بن منصور ومحمود بن غيلان، ومحمد بن سهل بن عسكر ومُحَمد بن المثنى، ومُحَمد بن إسماعيل الصغاني ويعقوب بن شيبة السدوسي وغيرهم.

## مؤلفاته
جمع حديث الزهري في مجلدين، ومن مصنفاته: (علل حديث الزهري)، و(كتاب التوكل).